# Distretto di Sullana
Il distretto di Sullana è uno degli otto distretti della provincia di Sullana, in Perù. Si trova nella regione di Piura e si estende su una superficie di 488,01 chilometri quadrati.

Istituito il 8 ottobre 1840, ha per capitale la città di Sullana; nel censimento 2005 si contava una popolazione di 149.261 unità.